# Armoiries de la Guadeloupe
La Guadeloupe en tant que telle ne dispose pas de blason officiel. Bien que l'île possède le statut de région et de département de la République française, elle n'a pas adopté d'armoiries par une délibération de ses conseils régional et départemental. 
La Guadeloupe possède toutefois un blason qui n'a pas valeur officielle, et qui n'est donc pratiquement pas utilisé. 
Ce blason apparait sur les écussons en tissus ou sur les pièces de collection de 10 euros de la Monnaie de Paris.
Celui-ci est composé d'un champ de sable dans lequel apparait un soleil d'or accompagné d'une branche de cannes à sucre. Dans la partie supérieure, d'azur, on peut voir trois fleurs de lys d'or symbolisant la souveraineté française.

* Il y a là non-respect de la règle de contrariété des couleurs : ces armes sont fautives.
Le blason de la Guadeloupe figure parmi les cent blasons des cent départements de la République française. Il en est de même pour la Guyane, la Martinique et La Réunion.